# Angolas håndboldforbund
Angolas håndboldforbund eller portugisisk: Federação Angolana de Andebol er det angolanske håndboldforbund. Forbundets hovedkvarter ligger i landets hovedstad Luanda. Forbundet er medlem af det afrikanske håndboldforbund, Confédération Africaine de Handball (CAHB) og det internationale håndboldforbund, International Handball Federation (IHF). Forbundet har ansvaret for herrelandsholdet og damelandsholdet.